# Funmi Jimoh
Oluwafunmilayo Kemi Jimoh, detta Funmi (Seattle, 29 maggio 1984), è un'ex lunghista statunitense.

## Biografia
Funmi Jimoh inizia la carriera sportiva frequentando l'Università Rice, dove gareggia alternandosi tra salto in lungo, gare di velocità e di ostacoli.
Ai trials statunitensi del luglio 2008 si classifica terza saltando 6,72 m e guadagnando così la qualificazione per i Giochi olimpici di Pechino. Nella capitale cinese raggiunge la finale del lungo qualificandosi con 6,61 m ma in finale conclude undicesima con la misura di 6,29 m.
L'8 maggio 2009 a Doha migliora il suo record personale nel lungo arrivando a 6,96 m. In agosto, ai Mondiali di Berlino, manca la qualificazione alla finale del lungo saltando 6,34 m.
Nel 2011 conquista il successo in due meeting validi per la Diamond League; a Doha vince con la misura di 6,88 m, e a New York s'impone con 6,48 m. Giunge seconda al Golden Gala di Roma con 6,87 m, chiudendo dietro alla sua connazionale Brittney Reese.
Dopo esser giunta terza ai campionati statunitensi con la misura di 6,88 m, prende parte anche ai Mondiali di Taegu dove supera il turno di qualificazione con la misura di 6,68 m. Tuttavia in finale non si classifica a causa di tre salti nulli.
Nel 2013, ai Mondiali di Mosca, non riesce a qualificarsi per la finale, terminando la qualificazione in 13ª posizione, ottenuta grazie a un salto di 6,57 m, unito a due nulli.

## Progressione

### Salto in lungo
| Stagione | Misura | Luogo       | Data      | Rank. Mond. |
| -------- | ------ | ----------- | --------- | ----------- |
| 2016     | 6,76 m | Eugene      | 2-7-2016  | 23ª         |
| 2015     | 6,72 m | Roma        | 4-6-2015  | 32ª         |
| 2014     | 6,81 m | Sacramento  | 28-6-2014 | 14ª         |
| 2013     | 6,92 m | Doha        | 10-5-2013 | 6ª          |
| 2012     | 6,82 m | Chula Vista | 24-5-2012 | 21ª         |
| 2011     | 6,88 m | Doha        | 6-5-2011  | 9ª          |
| 2010     | 6,81 m | Walnut      | 17-4-2010 | 15ª         |
| 2009     | 6,96 m | Doha        | 8-5-2009  | 4ª          |
| 2008     | 6,91 m | Houston     | 29-3-2008 | 7ª          |
| 2007     | 6,46 m | Berkeley    | 13-4-2007 | 107ª        |
| 2006     | 6,36 m | Baton Rouge | 22-4-2006 | 143ª        |
| 2005     | 6,31 m | Tulsa       | 13-5-2005 | 172ª        |
| 2004     | 6,14 m | Houston     | 14-5-2004 | 362ª        |

## Palmarès

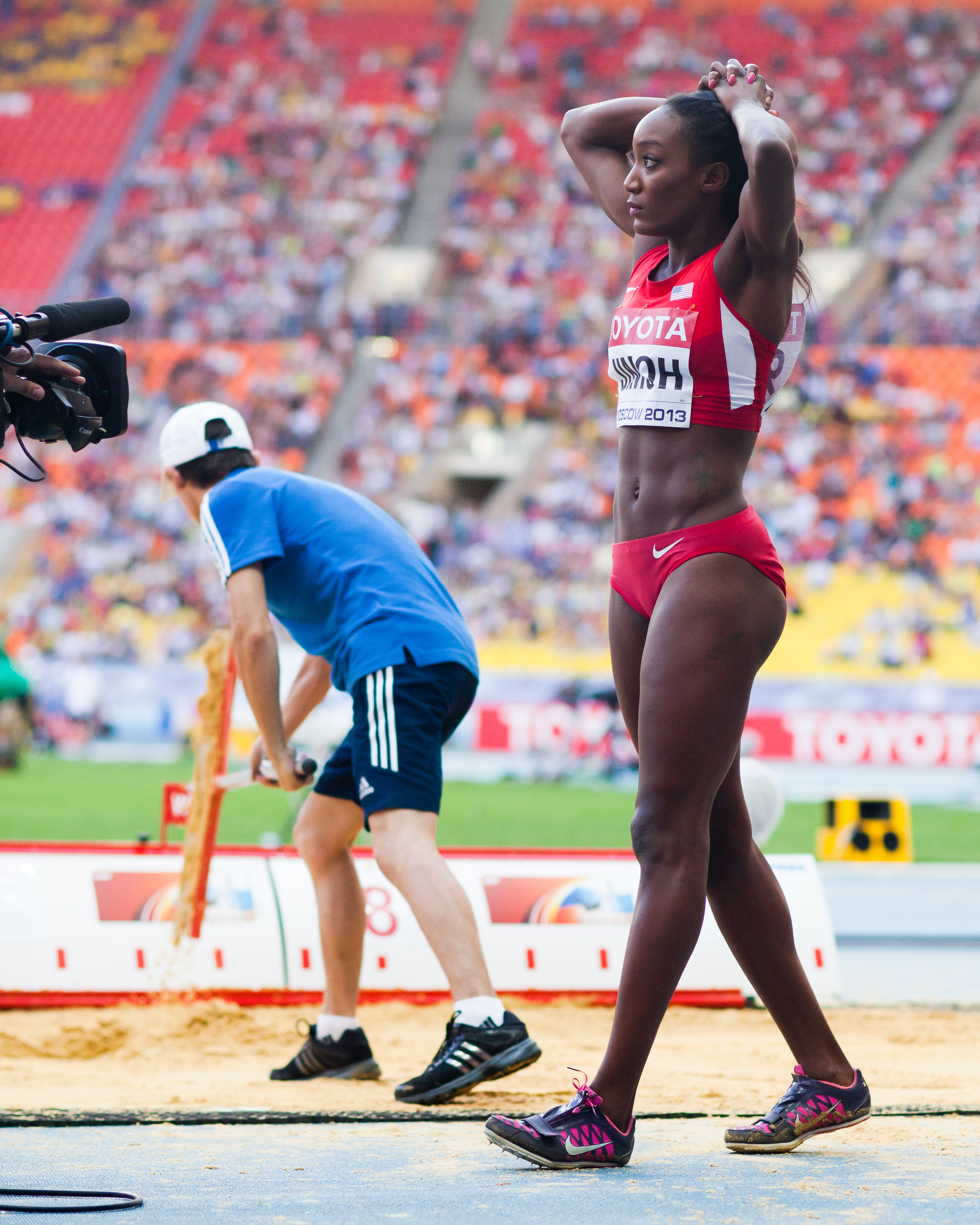
Funmi Jimoh ai Mondiali di

| Anno | Manifestazione  | Sede    | Evento         | Risultato | Prestazione | Note |
| ---- | --------------- | ------- | -------------- | --------- | ----------- | ---- |
| 2008 | Giochi olimpici | Pechino | Salto in lungo | 11ª       | 6,29 m      |      |
| 2009 | Mondiali        | Berlino | Salto in lungo | 20ª (q)   | 6,34 m      |      |
| 2011 | Mondiali        | Taegu   | Salto in lungo | Finale    | nm          |      |
| 2013 | Mondiali        | Mosca   | Salto in lungo | 13ª (q)   | 6,57 m      |      |

## Campionati nazionali
- 1 volta campionessa nazionale indoor del salto in lungo (2015)

## Altre competizioni internazionali
2008
- 6ª alla World Athletics Final ( Stoccarda), salto in lungo - 6,00 m

2009
- 5ª alla World Athletics Final ( Salonicco), salto in lungo - 6,58 m